# Rat u sjeverozapadnom Pakistanu
Rat u sjeverozapadnom Pakistanu je vojni sukob između pakistanske vojske i islamskih militanata koje čine lokalne plemenske vođe, Talibani i ostali strani ekstremisti. Počeo je 2004. kad su ga uzrokovale napetosti pri potrazi članova Al-Qaede u planinskom području Waziristana koji se nalazi u sklopu teritorijalne jedinice nazvane Plemenska područja pod federalnom upravom te se proširio u vojni sukob protiv otpora mjesnih vođa. Sukob se pretvorio u pravi rat pakistanske vojske protiv Al-Qaede i drugih militanata kojima su se pridružili mjesni pobunjenici i protalibanske snage. Pakistanske akcije su dio rata protiv terorizma te je povezan s ratom i talibanskim pobunjeništvom u Afganistanu. 
Iako je pakistanska vojska do danas pobijedila u skoro svakoj bitci protiv militanata, pobunjenici još uvijek ostaju snažni u Sjeverozapadnoj pograničnoj pokrajini. Pakistanci su također izgubili tri puta više vojnika nego Amerikanci u ratu u Afganistanu. Pakistansku vojsku i Granični korpus potpomažu američka i britanska vlada u tom pobunjeničkom ratovanju. Do sada su rat i teroristički napadi u Pakistanu koštali samu državu 35 milijardi dolara.